# John Grimek
John Carroll Grimek (ur. 17 czerwca 1910 w Perth Amboy, zm. 20 listopada 1998 w York) – amerykański kulturysta.

## Życiorys

### Wczesne lata
Przyszedł na świat Perth Amboy w stanie New Jersey jako syn słowackich imigrantów, George’a i Marii Grimków. W wieku 12 lat do treningów z ciężarami zachęcił go jego starszy brat George, który interesował się kulturystyką, kupował niemal wszystkie artykuły o bodybuildingu, które pojawiały się na rynku, głównie magazyny Strength and Physical Culture. W roku 1929 John wysłał kilka swoich zdjęć do magazynów kulturystycznych, na zdjęciach pozował na kamieniach i wzgórzach New Jersey, przebrany był za Indianina, a swoje mięśnie eksponował udając rzut włócznią. Mając 19 lat został mistrzem juniorów stanu New Jersey w podnoszeniu ciężarów.

### Kariera
W karierze kulturystycznej pomógł mu Mark Berry, redaktor magazynu Strength and Physical Culture. Grimek gościł na okładkach licznych pism związanych z uprawianym przez siebie sportem, wliczając w to popularny do dziś magazyn Muscular Development. Występował w reklamach sprzętu Berry’ego Milo. Początkowo ważył 54 kg, a pod kierunkiem Berry’ego doszedł do wagi 113 kg. Osiągał najlepsze wyniki spośród całej drużyny narodowej. W 1936 roku reprezentował Stany Zjednoczone w podnoszeniu ciężarów podczas XI Igrzysk Olimpijskich w Berlinie. Dwa lata później w Londynie pokonał Steve’a Reevesa podczas zawodów Mr. Universe organizowanych przez federację NABBA, gdzie uplasował się na pozycji szczytowej.
W 1938 roku przeprowadził się do York w stanie Pensylwania, gdzie trenował w York Barbell Club z Bobem Hoffmanem. Brał udział we wszystkich zawodach z podnoszenia ciężarów w całym kraju, jednak bez większych sukcesów. W 1939 roku wziął udział w zawodach Mr. America i zdobył tytuł York Perfect Man. W 1940 roku wystartował w kategorii ogólnej, gdzie zdobył nagrodę za najlepiej rozbudowane mięśnie ramion. 25 maja 1940 roku zdobył tytuł Mr. America. Krótko po otrzymaniu nagrody, Grimek odszedł na emeryturę. Kilka lat później, w 1949 roku organizował zawody Mr. USA w Kalifornii, które wzbudziły wielkie zainteresowanie kulturystów z całych Stanów. W latach 50. i 60. pracował jako redaktor magazynu Strength & Health. W latach 1964–85 pełnił funkcję redaktora naczelnego Muscular Development.
W czerwcu 1985 odszedł na emeryturę i wraz ze swoją żoną Angelą podróżował. Zdrowy tryb życia i wysoka aktywność towarzyszyły mu do samego końca. Zmarł 20 listopada 1998 roku w York w stanie Pensylwania w wieku 89 lat.
Pośmiertnie, w 1999 roku jego nazwisko wpisano do Hali Sław Joe Weidera (IFBB Hall of Fame) jako jeden z pierwszych kulturystów.

## Osiągnięcia sportowe
| Rok  | Tytuł                        |
| ---- | ---------------------------- |
| 1939 | York Perfect Man             |
| 1940 | Mr. America                  |
| 1941 | Mr. America                  |
| 1946 | Most Muscular Man In America |
| 1948 | Mr. Universe Short & Overall |
| 1949 | Mr. USA                      |